# 동부자갈언덕쥐
동부자갈언덕쥐 또는 자갈언덕쥐(Pseudomys patrius)는 쥐과에 속하는 설치류의 일종이다. 오스트레일리아에서만 발견된다. 흔하지 않은 종으로 간주되며, 1909년 토마스(Thomas)와 돌맨(Dollman)이 처음 발견된다. 다른 자갈언덕쥐처럼, 동부자갈언덕쥐는 굴 입구에 둘레에 자갈언덕과 함께 얕은 굴을 파는 것으로 알려져 있다. 자갈을 쌓는 이유는 굴을 보호하고 이슬을 모으기 위한 것으로 추정된다. 퀸즐랜드 주에서는 해안가 지역에 자갈 무더기를 쌓는 것이 관찰되며 건조한 서식지에서 보다 작은 무더기를 가지는 데, 이는 부족한 물을 좀더 모을 필요가 있기 때문이다. 동부자갈언덕쥐는 보온과 보호를 위해 통로 벽을 따라 자갈을 줄지어 세우기도 한다. 굴로 통하는 작은 입구를 자갈로 막는 더 자주하는 습성이 있으며, 위험에 처하여 굴을 빠져 나갈 필요가 있을 때 자갈을 제거할 수 있다.